# Štěpán II. z Blois
Štěpán II. Jindřich z Blois (francouzsky Étienne II Henri de Blois; 1045? — 18. květen 1102 Ramla) byl hrabětem z Blois a Chartres a jedním z vůdců první křížové výpravy. Jeho rodiči byli hrabě z Blois Theobald III. a Garsinda z Maine. Kolem roku 1080 se Štěpán v Chartres oženil s Adélou, dcerou Viléma Dobyvatele. Štěpánovy dopisy, které posílal z křížové výpravy své ženě do Evropy, jsou kromě kronik důležitým zdrojem informací o průběhu křížové výpravy.

## Křížová výprava

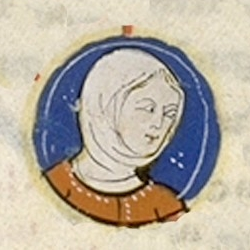
Manželka Adéla (iluminace ze 14. století)

Roku 1096 byla papežem Urbanem II. v Clermontu vyhlášena první křížová výprava. Štěpán se k ní připojil z rozhodnutí své dominantní ženy Adély – a Štěpán ji, jako vždy, poslechl. Proto na rozdíl od jiných křižáckých velmožů neoplýval náboženským nadšením, ani nechtěl na východě získat panství. Jeho armáda čítala asi 10 000 mužů, ale odhad je to jen hrubý a přesná čísla jsou dnes již nezjistitelná. Ve své výpravě měl i jednoho z nejslavnějších kronikářů první křížové výpravy Fulchera ze Chartres. Štěpán táhl přes Itálii většinou společně s vojsky Huga z Vermandois, Roberta Flanderského a svého švagra Roberta Normanského.
Po překročení Alp se na konci října setkali v Lucce s papežem Urbanem II. Poté pokračovali do Říma a Bari. V Bari se vojsko rozdělilo, když flanderský hrabě se svými oddíly přes pokročilou roční dobu přeplavil přes Jaderské moře. Normandský vévoda se Štěpánem z Blois se rozhodli přezimovat v jižní Itálii.
| „                     | Tedy léta Páně tisícího devadesátého sedmého, když nastalo jaro a přiblížil se měsíc březen, hrabě normanský a Štěpán z Blois se všemi svými, kteří podobně vyčkávali příhodného času, ihned vydali se k moři. A sjednavše loďstvo, pátého dubna, na kterýžto den připadl Hod Boží velikonoční, v přístavu brundisijském na lodice vstoupili. O jak neznámí a nevyzpytatelní jsou soudové Boží. Viděliť jsme, jak jedna loď mezi ostatními, aníž było možno pochopiti, čím se to stalo, náhle se rztrhla v půli a tou nehodou čtyři sta lidí obojího pohlaví utonulo... Toto neštěstí vidouce, velikým strachem byli jsme zachváceni a mnozí, chabého srdce, ani na lodi nevstoupili, nýbrž domů pospíchali, upustivše od pouti, a zaříkali se, že už jakživi nevkročí na vodu, tak záludnou. | “ |
| — Fulcher ze Chartres | |   |

Přestože část křižáků po nešťastné události na další cestu rezignovala, většina se nalodila a šťastně doplula do Drače. Zde se setkali s přátelským přijetím a koncem května dorazili ke Konstantinopoli.
| „                                             | Dorazil jsem z boží vůle do Konstantinopole s nesmírnou radostí. Císař mě přijal laskavě a se všemi poctami, doslova jako svého syna, a zahrnul mne velmi štědrými a velmi drahocennými dary. Vcelku ve všem našem božím houfu není vévody, hraběte ani jiné významné osobnosti, které by důvěřoval a přál tolik jako mně. Ano, má drahá, Jeho císařská Výsost mně často připomenula a připomíná, abych svěřil jeho péči jednoho z našich synů; sliboval, že ho zahrne takovými poctami a takovou vážností, že mu i my budeme závidět. Říkám ti upřímně, že v současnosti není na zemi mezi živými žádného takového člověka. V nejštědřejší míře obdarovává naše knížata, ulehčuje postavení rytířů, krmí chudinu dary. | “ |
| — Z dopisu Štěpána z Blois své manželce Adéle | |   |

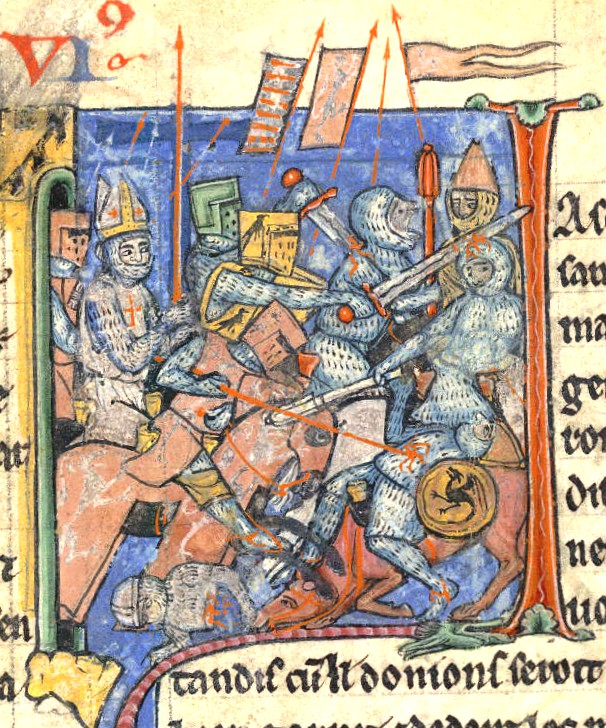
Obléhání Antiochie (dobová iluminace)

Křižáci poté spolu s byzantskými spojenci vyrazili dobýt město Nikáia, které drželi Turci. Zatímco křižáci uzavřeli město a odrazili i útok sultána Kiliče Arslana zvenčí, teprve poté 3. června 1097 dorazil k obléhání Štěpán z Blois a Robert Normanský. Po dobytí Nikáie Štěpán napsal:
| „   | Za pět neděl budeme v Jeruzalémě, pokud nás nezadrží v Antiochii... | “ |
| — “ |                                                                     |   |

Křižáci postupovali dále na východ a Štěpán pokračoval s nimi až před Antiochii. Během obléhání křižáci spotřebovali většinu zásob a především v zimě, kdy se rozvodnila řeka Orontes a žádné zásoby nešly sehnat, začali hladovět. V zimě se navíc přidali deště a začaly se šířit choroby. Štěpán od Antiochie své ženě napsal:
| „   | Před tím městem Antiochie jsme během zimy trpěli pro Krista, Pána našeho, nadměrnou zimou a přemírou potoků dešťových. Co někteří tvrdí o žáru slunce, jejž je v Sýrii nemožné snést, není pravdou, neb zima je tu zcela podobná naší zimě na západě. | “ |
| — “ | |   |

Během obléhání Štěpána dokonce velmoži zvolili za společného vůdce výpravy. Štěpán však nedlouho poté onemocněl a raději odjel od Antiochie do Alexandretty. Když se uzdravil, křižáci sice Antiochii obsadili, ale sami byli sevřeni vojskem Ketbogy, atabega z Mosulu, který přitáhl antiochijským obráncům na pomoc. Štěpán, který se o tom doslechl, šel křižákům na pomoc, ale když spatřil, v jakém postavení se nachází, dospěl k názoru, že křižáci nemají šanci a dal se na ústup zpět na západ.
| „                     | Tehdy Štěpán hrabě z Blois odešel od obléhání a po moři vrátil se do Francie; čehož všickni jsme želeli, poněvadž to byl muž nejurozenější a ve zbrani mocný. Po jeho odchodu na druhý den město Antiochie bylo Frankům vydáno. Kdyby býval byl vytrval, býval by se z toho s ostatními velmi radoval. | “ |
| — Fulcher ze Chartres | |   |

Na pochodu potkal císaře Alexia, jenž táhl v čele svého vojska křižákům na pomoc, a vylíčil mu, v jakém jsou křižáci v beznadějném postavení a nemá cenu jim pomáhat. Alexios na Štěpánovy závěry dal a obrátil se zpět do Konstantinopole.

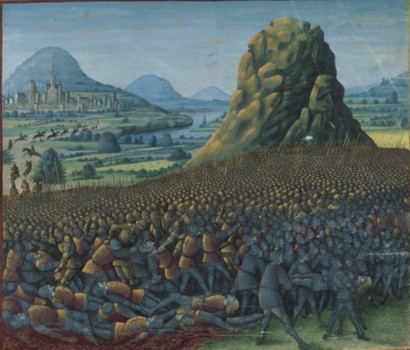
Bitva u Ramly roku 1102 (středověká iluminace)

Po návratu do Francie za své jednání sklidil opovržení od své ženy Adély. Nakonec jej žena donutila se do Svaté země vrátit.
| „                                   | Bůh uchovej, můj pane, abys musel snášet takovou potupu od tolika lidí. Jen si vzpomeň na nadšení, jímž si proslul v časech svého mládí, chop se zbraní ctihodného rytířstva pro spásu mnoha tisíců lidí... | “ |
| — Adéla z Blois (Ordericus Vitalis) | |   |

Na jaře 1101 přeplul Bospor a přidal se k výpravě na záchranu Bohemunda z Tarentu, kterého drželi Turci v Ankyře v zajetí. Tažení za Bohemundem však ztroskotalo a Štěpán i Raimond de Saint-Gilles, který mu velel, uprchli se zbytky svých armád do Konstantinopole. Odtud se nakonec po moři dostali do Levanty.
Zde se roku 1102 poté spojil s novým jeruzalémským králem Balduinem z Boulogne. Mezitím z Egypta vypochodovala obrovská armáda proti křižákům. Balduin však neodhadl její sílu a jen s několika sty rytíři na ni zaútočil. Egypťané ho však zatlačili do pevnosti Ramla, kde ho obklíčili. V noci se rytířům podařilo pomoci králi Balduinovi k úniku z obklíčení. Ráno Egypťané zaútočili, pevnost dobyli a všechny obránce pobili.
| „                     | Co urozených a chrabrých rytířů tou bouří jsme ztratili, dříve bojem a potom v oné věži. Bylť zabit Śtěpán z Blois, muž opatrný a urozený... | “ |
| — Fulcher ze Chartres | |   |

Štěpánova smrt tak v očích tehdejšího křesťanského světa očistila jeho jméno od pohany zrádce a zbabělce.

## Potomstvo
- Vilém ze Sully (1090/1093 – ok. 1150), hrabě z Chartres
- Theobald IV. z Blois (1090/1095 – 10. leden 1152), hrabě z Blois a od roku 1125 i z Champagne
- Odo († po 1107)
- Matylda († 25. listopadu 1120), spolu se svým manželem Richardem d'Avranches, hrabětem z Chesteru (∞1115) se utopila na lodi White Ship
- Eleonora († po 1148) ∞ ok. 1120 s hrabětem Rudolfem I. z Vermandois, manželství bylo roku 1142 rozvedeno
- Štěpán (1096/1097 – 25. říjen 1154), od 1112 hrabě z Mortain, od 1135 anglický král
- Jindřich († 1. července 1171), od 1126 biskup z Winchesteru

Dále jsou Štěpánovi a jeho manželce Adéle připisovány ještě tři dcery:
- Anežka – provdaná za Huga III. z Le Puiset († 1132 v Palestině)
- Adelaida /také uváděna jako Adéla nebo Lithuise/ – okolo 1112 provdaná za Milona II. z Monthléry († 1118), manželství bylo roku 1143 rozvedeno
- Alice – provdaná za hraběte Renauda III. z Joigny († 1150)